# Sint-Amanduskerk (Lowingen)

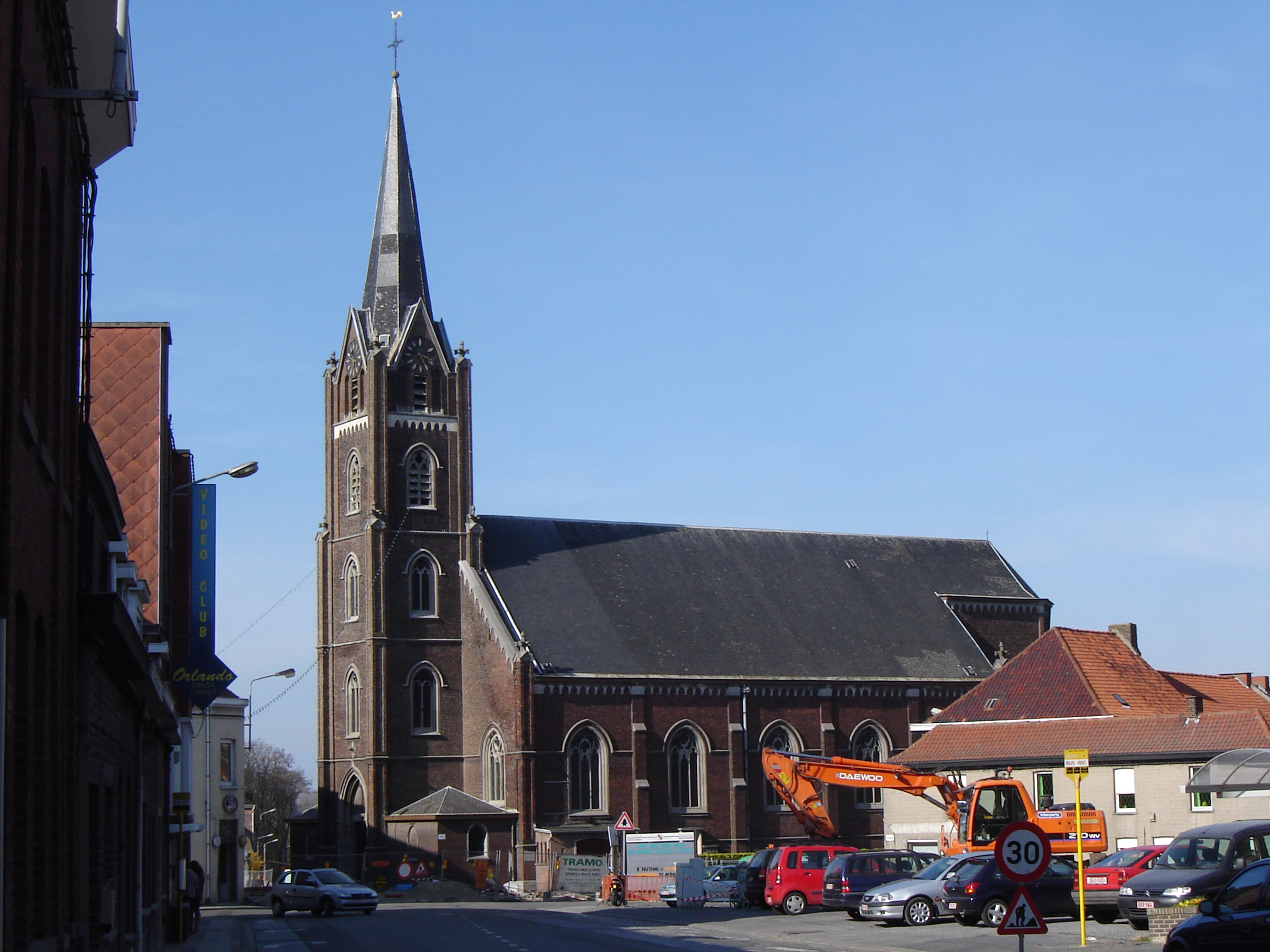
Sint-Amanduskerk

De Sint-Amanduskerk is de parochiekerk van de tot de Henegouwse gemeente Moeskroen behorende plaats Lowingen, gelegen aan het Luingneplein.

## Geschiedenis
In 1117 werd voor het eerst gewag gemaakt van een kerkgebouw in Lowingen. Omstreeks 1190 werd het patronaatsrecht geschonken aan het Onze-Lieve-Vrouwekapittel van Doornik. Het betrof een romaans kerkgebouw dat in 1566 nog door beeldenstormers werd beschadigd. Ook de troepen van Lodewijk XIV richtten schade aan, welke in 1676 hersteld werd. In de 19e eeuw werd de kerk te klein bevonden en werd gesloopt, waarop in 1849 een nieuwe, neogotische, kerk werd gebouwd naar ontwerp van Pierre Croquison, die in 1850 werd ingezegend.
De driebeukige bakstenen kerk heeft een voorgebouwde toren, die ruim 42 meter hoog is.
Het kerkmeubilair is voornamelijk neogotisch.